# Hattmatt
 Hattmatt (en alsacià Hàttmàtt) és un municipi francès, situat a la regió del Gran Est, al departament del Baix Rin. L'any 1999 tenia 681 habitants.
Forma part del cantó de Saverne, del districte de Saverne i de la Comunitat de comunes del Pays de Saverne.

## Demografia
| 1962 | 1968 | 1975 | 1982 | 1990 | 1999 |
| ---- | ---- | ---- | ---- | ---- | ---- |
| 577  | 615  | 622  | 621  | 591  | 681  |

## Administració
| Període | Identitat          | Partit |
| ------- | ------------------ | ------ |
| 2001-   | Jean-Charles Ernst |        |